# Cratère de Kentland

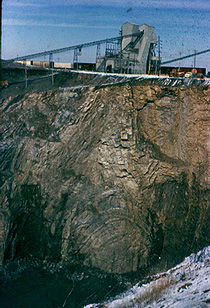
Déformation de la roche résultant du probable impact météoritique

Le cratère de Kentland est un cratère d'impact météoritique dont le centre est situé à 4 km à l'est de la ville de Kentland dans le comté de Newton en Indiana, au sud du lac Michigan.
La structure, non visible depuis la surface, a été découverte en 1880. Son diamètre extérieur est de 13 km et son diamètre intérieur est d'environ 6,2 km.